# Дудкино (Родниковский район)
Дудкино — деревня в Родниковском районе Ивановской области. Входит в состав Филисовского сельского поселения.

## География
Находится в центральной части Ивановской области на расстоянии приблизительно 9 км на восток по прямой от районного центра города Родники.

## История
В 1872 году здесь (тогда деревня Юрьевецкого уезда Костромской губернии) был учтен 21 двор, в 1907 году — 31.

## Население
Постоянное население составляло 139 человек (1872 год), 114 (1897), 162 (1907), 3 в 2002 году (русские 100 %), 0 в 2010.